# Salacia dewevrei
Salacia dewevrei är en benvedsväxtart som beskrevs av De Wild. och Th. Dur. Salacia dewevrei ingår i släktet Salacia och familjen Celastraceae. Inga underarter finns listade.